# Скарб нації
«Скарб нації» (англ. National Treasure) — американський пригодницький фільм 2004 року кінокомпанії Walt Disney Pictures, в головних ролях якого знялися Ніколас Кейдж, Діана Крюгер, Джастін Барта, Шон Бін, Джон Войт та Харві Кейтель. Дія фільму відбувається в США, де в пошуках загубленого скарбу головні герої викрадають Декларацію незалежності США, виявляють ключі і підказки, які ведуть їх по дорозі тамплієрів та масонів. Сюжет має деяку схожість з книжкою американського письменника Дена Брауна «Код да Вінчі».

## Сюжет
Головний герой фільму — молодий чоловік на ім'я Бенджамін «Бен» Франклін Гейтс, чия сім'я вірить у легенду про фантастичний скарб артефактів і золота, захований Батьками-засновниками США. Зібраний за століття грабежів і захоплень, скарб, врешті-решт, став занадто величезним і небезпечним, щоб ним володіла одна людина (навіть король). Тому, багатства постійно переховувались протягом багатьох років.
У наші дні, Бен зі своїм другом Райлі Пулом просять допомогти багатого мисливця за скарбами Яна і його товаришів, щоб знайти ключі, що ведуть до скарбу. Бен і Райлі вважають себе «хранителями скарбу», але Бен є фанатиком історії. Їхні таланти допомагають їм у їхніх пригодах: Бен має ступені в історії США та машинобудуванні і є експертом з підводного плавання. Він — криптолог, а Райлі — комп'ютерний фахівець.
Першим ключем, переданим Бену його дідом у спадщину від Чарльза Керролла, одного з останніх зберігачів, була фраза «Секрет зберігає Шарлотта».
Використовуючи карти водних течій і замерзлих вод Північного полярного кола, група виявляє уламки старого корабля ери колоній під назвою «Шарлотта». Всередині Бен знаходить стародавню курильну трубку і шматочок порожнього паперу. Використовуючи свою кров, Бен виявляє загадку вирізану на трубці. Розгадавши послання, здогадується, що наступний ключ знаходиться на зворотному боці Декларації незалежності. Але Ян і Бен сперечаються про справжню мету пошуків — Ян хоче вкрасти документ, але Бен стверджує що не дозволить цього. Розгорається суперечка, і Ян зі своїми людьми тікають з корабля перед тим, як його порохові бочки вибухають. Бен і Райлі вибираються з-під уламків корабля, а Ян, маючи на думці викрасти Декларацію, їде, вважаючи, що Бен і Райлі мертві.
Коли Бен і Райлі нарешті повертаються в США, вони намагаються попередити владу про плани Яна. Всі відомства стверджують, що крадіжка Декларації неможлива. Це ж їм говорить доктор Абігейл Чейз, що працює в Національному управлінні архівів. Бен вважає що Ян все ж таки зможе це зробити і вирішує сам вкрасти документ, щоб декларація не дісталась Яну.
Під час річниці підписання Декларації, Бену і Райлі вдається прокрастися до кімнати зберігання, куди тимчасово перемістили документ. Бен викрадає Декларацію, але натикається на прибулого Яна, і ледве встигає сховатися. На виході з будівлі Абігейл наздоганяє Бена та Райлі і хапає футляр з Декларацією. Під'їжджає Ян і викрадає Абігейл з документом. Після швидкісної гонки по вулицях Вашингтона, Бену вдається врятувати Абігейл, змушуючи Яна подумати, що у футлярі дійсно оригінал документа, а не копія, яку туди підсунув Бен. Розуміючи, що Абігейл не піде без документа, Бену і Райлі доводиться взяти її з собою і посвятити у свої плани. Також купівля копії Декларації в магазині видає особистість Бена агентам ФБР, після чого Бен і Райлі не можуть повернутися у квартиру Бена, де вони влаштували лабораторію для вивчення Декларації.
Бен і Райлі нарешті вирішують поїхати до батька Бена. Прибувши в дім батька, Бен слухає його мораль на тему марних пошуків. Батько Бена (Джон Войт) вважає, що скарб — не більше ніж вигадка для британців, створена, щоб відвернути їхню увагу під час Війни 1812. Попри це, Бену вдається розкрити серію невидимих кодів, захованих на зворотному боці Декларації. Бен здогадується, що для розгадки коду необхідно вивчити листи колись написані Бенджаміном Франкліном в газету під псевдонімом Сайленс Дугуд.
Бен, Абігейл і Райлі направляються в Франклінскій інститут у Філадельфії, де знаходяться оригінали листів. Кодоване послання направляє їх до Дзвону Свободи, тобто до Залу Незалежності, де вони знаходять особливі біфокальні окуляри, створені Франкліном. Одягаючи окуляри, Бен розпізнає нові шифри на Декларації. Але по їх сліду йдуть Ян і його люди. Після погоні за Беном і його друзями Яну вдається роздобути документ, але не окуляри.

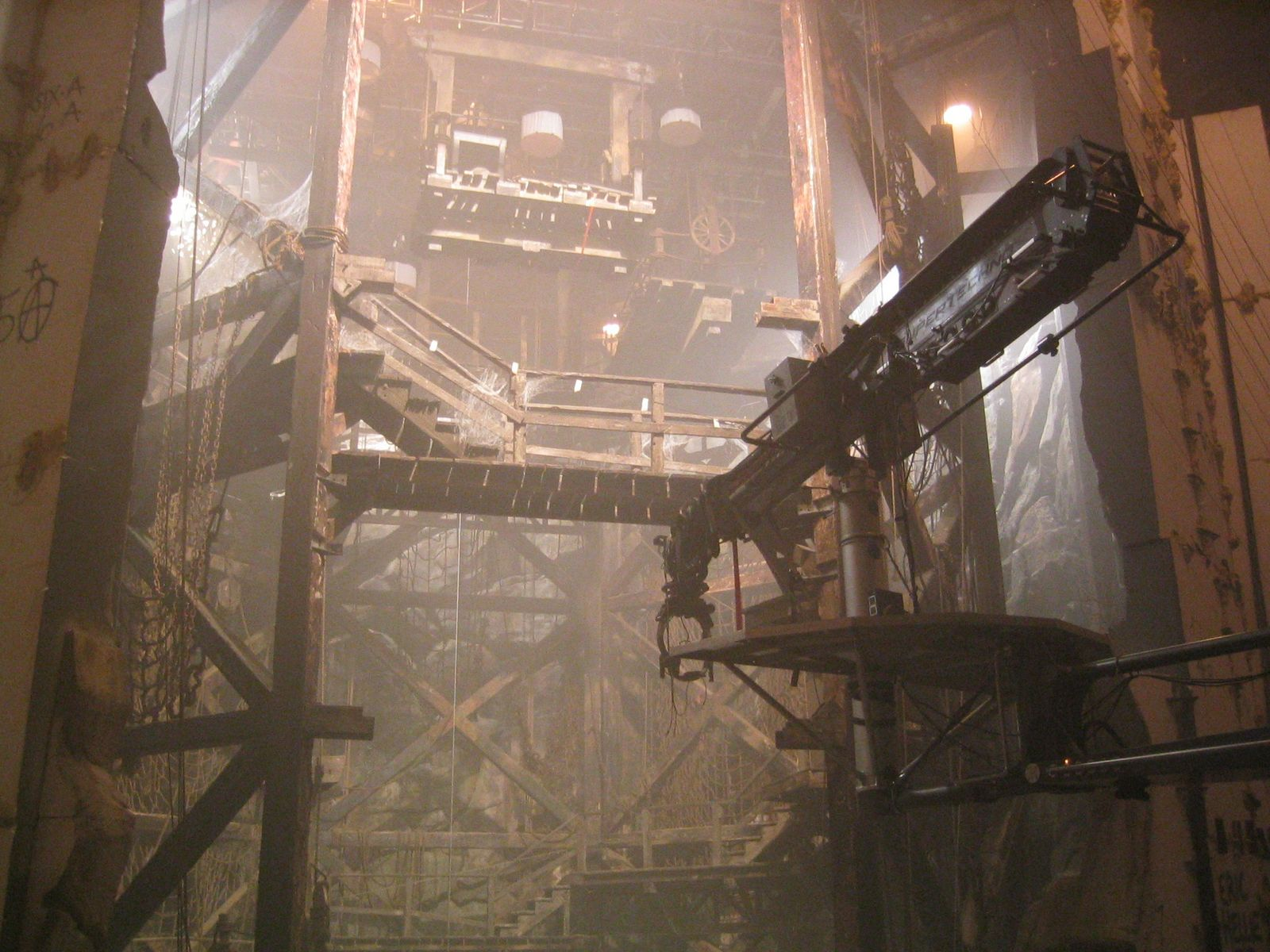
На знімальному майданчику однієї із заключних сцен

 Бена ловить агент ФБР Пітер Седаскі (Гарві Кейтель), і він переконує Бена домовитися про зустріч з Яном в Нью-Йорку, щоб повернути Декларацію. Бен погоджується, але Ян влаштовує його втечу прямо з палуби авіаносця «Intrepid» в річку Гудзон.
Бен змушений допомогти Яну у пошуках скарбу, позаяк дізнається, що люди Яна викрали його батька, Абігейл і Райлі. Нові підказки ведуть їх до Церкви Трійці на Уолл-Стріт, а потім під землю, де вони виявляють мережу штучних печер, з'єднаних дерев'яними помостами, які з часом почали розкладатися. Там пошуки скарбів заходять у глухий кут. Розгніваний Ян вимагає ще один ключ від Бена. Батько Бена швидко придумує підказку, направляючи Яна до церкви в Бостоні тобто Ян йде зі своїми людьми, залишаючи інших вмирати.

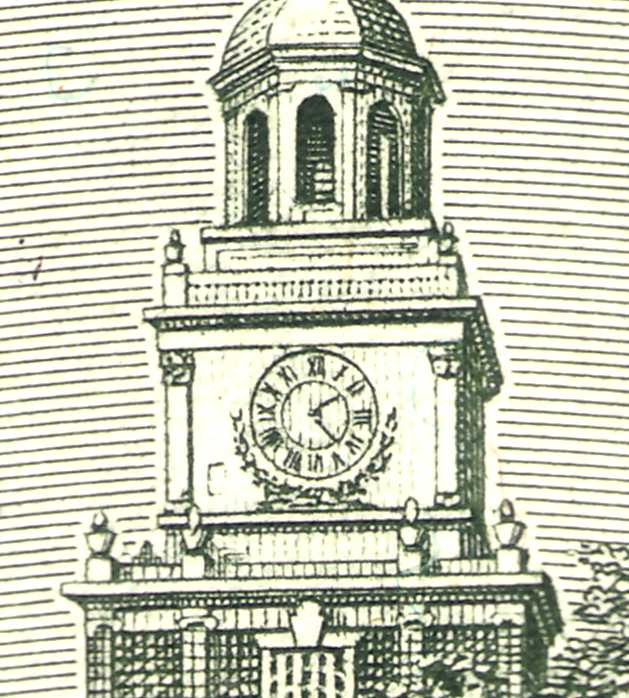
Зверніть увагу на час, зображений на 100-доларевійкупюрі, 2:22

Після відходу Яна, Бен пояснює, що повинен бути ще один вихід, що знаходиться в кімнаті скарбів. Вони виявляють таємний прохід у величезну залу, яка теж виявляється порожньою. Бен розуміє, що скарб, швидше за все, давним-давно знайшли і перевезли. Батько Бена стверджує, що разом вони знайдуть скарби, бо тепер він зрозумів, що скарб дійсно існує. Райлі нагадує, що другого виходу теж немає. Бен виявляє дірку в стіні, за формою нагадує трубку з «Шарлотти». Використовуючи трубку як ключ, він відсуває стіну, відкриває прохід у справжній зал скарбів. Бен запалює систему смолоскипів у кімнаті, і його погляду відкривається величезний зал, повний стародавніх багатств — золотих статуеток, найдавніших артефактів Єгипту, Риму, Британії, навіть сувоїв з Олександрійської бібліотеки. Поки історики захоплені враженнями, Райлі нарешті виявляє вихід, проведений назад до церкви. Викликавши ФБР, Бен виявляє, що агент Седаскі є масоном. Але він не намагається приховати скарб, і Бен пропонує розподілити його по музеях світу. Бен переконує Седаскі, що Абігейл непричетна до викрадення Декларації, і просить, щоб заслуга у відкритті скарбів належала всій сім'ї Гейтсів і Райлі Пулу. Седаскі дякує Бену, але стверджує, що «когось все-таки доведеться посадити» за крадіжку Декларації. Бен направляє ФБР до Бостона, де вони заарештовують Яна і його людей, які намагалися вломитися в церкву. Коли Яна заарештовують, він бачить в будинку навпроти Бена, знизуючого плечима.
Уряд США пропонує Бену і його друзям 10 % від вартості скарбів, але Бен вважає що і одного відсотка, поділеного разом з Райлі, цілком достатньо (приблизно 100 млн $). У фінальній сцені Бен і Абігейл живуть разом в історичній садибі, яку вони купили на гроші від винагороди, а незадоволений Райлі їде на своєму новому Ferrari 360 Spider, вважаючи що Бену не слід було відмовлятися від 10 %.

## У ролях
- Ніколас Кейдж — Бенджамін Франклін Гейтс
- Діане Крюгер — Ебігейл Чейз
- Шон Бін — Ян Хау
- Джастін Барта — Райлі Пул
- Гарві Кейтель — агент Пітер Седаскі
- Джон Войт — Патрік Гейтс
- Крістофер Пламмер — Джон Гейтс
- Джейсон Ерлз — Джон Гейтс
- Олег Тактаров — Віктор Шиппі
- Енні Паріс — агент Доус
- Марк Пеллегріно — агент Джонсон

## Продовження
- Скарб нації 2: Книга Таємниць